# Michel Fabrizio
Michel Fabrizio (Róma, 1984. szeptember 9. –) olasz motorversenyző, legutóbb a Superbike-világbajnokságban versenyzett. Több versenyen szabadkártyásként, illetve helyettesként elindult MotoGP-versenyeken is, valamint 2002-ben, még a nyolcadliteresek között, teljes szezont futott.

## Karrierje

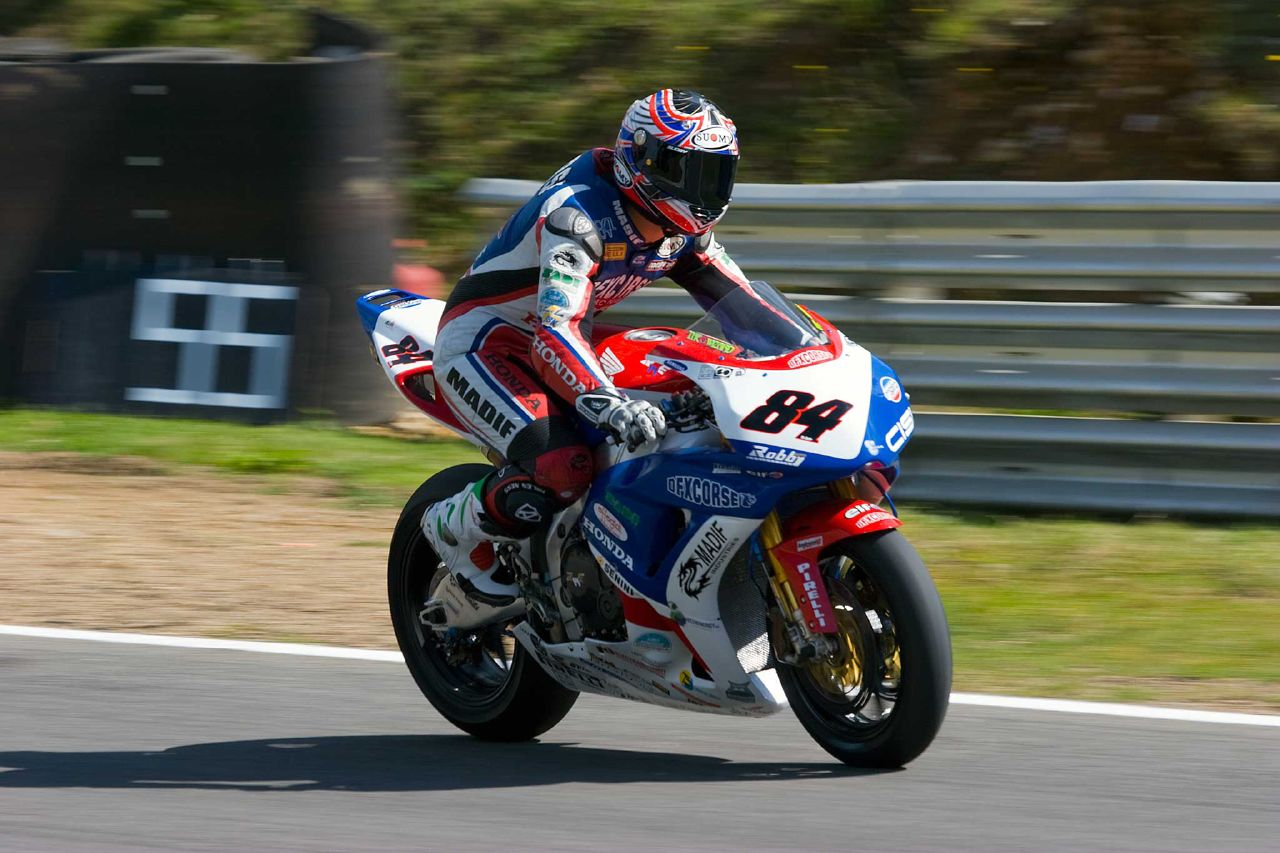
A 2007-es Superbike Brands Hatch-i versenyen

Fabrizio 1984-ben, Rómában született. Gyerekkorában több minimotor-versenyt is megnyert. 2001-ben megnyerte az Aprilia Challenge elnevezésű versenysorozatot.

### Kezdetek és MotoGP
2002-ben mutatkozhatott be a MotoGP-ben, a nyolcadliteresek között. A Gilera volánjánál nem termett neki sok babér, mindössze négy pontot szerzett.
A 2004-es szezonban már a királykategóriában versenyezhetett. A teljes szezont nem versenyezte végig, ennek eredményeképp csak a 22. helyen végzett.
2005-ben a Supersport-világbajnokságban versenyzett. Bár összesítésben ötödik lett, győzelmet nem sikerült szereznie, „mindössze” dobogós helyezéseket sikerült elérnie.
Bár 2006-tól alapvetően a Superbike-világbajnokságon indul, időre időre feltűnt a MotoGP-ben is, mint szabadkártyás vagy beugró versenyző. 2006-ban egy hétvégén, a brit nagydíj programjain vett részt, azonban a futamon végül nem indult el. 2007-ben ismét egy versenyen, ezúttal a német nagydíjon indult a sérült Toni Elías helyetteseként. Ezen a versenyen a pontszerzés is sikerült, ugyanis tizedik helyen intették le. A 2009-es cseh futamot feladni kényszerült, majd ezt követően öt év szünet következett, és legközelebb 2014-ben láthattuk a MotoGP-ben. Mugellóban ismét kiesett, Barcelonában pedig bár célbaért, mindössze a huszadik helyen, így nem szerzett pontot.

### Superbike
A Superbike-világbajnokságba 2006-ban került, csapattársa a veterán Pierfrancesco Chili lett. A szezont Katarban egy ötödik és egy nyolcadik hellyel indította. A brit nagydíj erejéig a MotoGP-ben is szerepelt ebben a szezonban, Toni Elíast helyettesítette. A gyakorláson azonban megsérült, így nem tudott elindulni a futamon. Mivel Elías a következő versenyre sem épült fel, a német versenyen is Fabrizio versenyzett a Gresinivel.
Visszatérve a Superbike-ba, a cseh nagydíjon megszerezte első dobogós helyezését, egy harmadik helyet. A második futamon ezt is felülmúlta, második lett, nagy csatában. 2007-ben valamivel visszafogottabban teljesített, legjobb eredményei harmadik helyek voltak. Mindkét szezonban a tizenegyedik helyen végzett.
2008-ban a Ducati Xeroxhoz igazolt, csapattársa az ausztrál Troy Bayliss volt. A szezonnyitón harmadik lett annak ellenére, hogy az első rajtnál hatalmasat bukott. Az amerikai versenyen, a Miller Motorsports Parkban két harmadik helyet, valamint egy első rajtsoros indulást könyvelhetett el. A harmadik helyet annak ellenére is sikerült megszerezni, hogy az első versenyen rögtön az első körben visszaesett a tizenegyedik helyre. A szezon végén javított, nyolcadik lett.
2009-ben, miután Bayliss visszavonult, új csapattársat kapott Haga Norijuki személyében. Monzában, 94. versenyén megszerezte első Superbike-győzelmét, miután a későbbi győztes, Ben Spies motorjából kifogyott az üzemanyag. Ezt hét egymást követő dobogós helyezés követte, a jó sorozat Brnóban szakadt meg. A szezont, hatalmasat előrelépve, a harmadik helyen zárta, Haga és Spies mögött.
2010-re Haga maradt a csapattársa. A szezon előtti teszteken ők ketten domináltak. A szezon már nem sikerült olyan jól, mint a tesztidőszak, ugyanis a szezon során Fabrizio mindössze egyetlen győzelmet aratott, Kyalamiban, a szezon végén pedig a 2009-es helyezéséhez képest ötöt rontva mindössze nyolcadik lett. Miután a 2010-es szezon végén a Ducati megszüntette a gyári támogatást, Fabrizio a Suzukihoz szerződött. 2011-től kezdve Fabrizio folyamatosan vándorolt, mindenhol csak egy szezont, vagy még annyit sem eltöltve. 2011-ben a Suzuki nyergében tizenkettedik, egy évvel később a BMW-vel tizenegyedik lett. 2013-ban Aprilián és Hondán is ült, 2009 óta ez volt a legjobb szezonja, ugyanis hetedikként zárt év végén. 2014-ben nem versenyezte végig a szezont, az idény első négy helyszínén futott nyolc futamon két pontot szerzett. 2015-ben mindössze egy hétvégén állt rajthoz, a két imolai futamon egy tizedik és egy kilencedik helyet sikerült begyűjtenie.

## Statisztika
| Szezon | Sorozat          | Csapat                       | Versenyek | Pole | Győzelmek | Pont  | Poz. |
| 2002   | MotoGP 125cc     | Team Italia Gilera           | 16        | 0    | 0         | 4     | 31.  |
| 2003   | World Stock 1000 | Team Alstare Corona          | 9         | 3    | 4         | ?     | 1.   |
| 2004   | MotoGP           | WCM                          | 10        | 0    | 0         | 8     | 22.  |
| 2005   | Supersport       | Team Megabike                | 12        | 1    | 0         | 138   | 5.   |
| 2006   | Superbike        | D.F.X. Treme                 | 24        | 0    | 0         | 125   | 11.  |
| 2007   | Superbike        | D.F.X. Corse                 | 25        | 0    | 0         | 132   | 11.  |
| 2007   | MotoGP           | Honda Gresini                | 1         | 0    | 0         | 6     | 21.  |
| 2008   | Superbike        | Ducati Xerox                 | 28        | 0    | 0         | 223   | 8.   |
| 2009   | Superbike        | Ducati Xerox                 | 20        | 0    | 1         | 273   | 3.   |
| 2009   | MotoGP           | Pramac Racing                | 1         | 0    | 0         | 0     | 20.  |
| 2010   | World Superbikes | Ducati Xerox                 | 26        | 0    | 1         | 195   | 8.   |
| 2011   | World Superbikes | Alstare Suzuki               | 26        | 0    | 0         | 152   | 12.  |
| 2012   | World Superbikes | BMW Motorrad Italia          | 27        | 0    | 0         | 137,5 | 11.  |
| 2013   | World Superbikes | Red Devils Roma              | 27        | 0    | 0         | 188   | 7.   |
| 2013   | World Superbikes | Pata Honda World Superbike   | 27        | 0    | 0         | 188   | 7.   |
| 2014   | World Superbikes | Iron Brain Grillini Kawasaki | 6         | 0    | 0         | 2     | 32.  |
| 2014   | MotoGP           | Octo IodaRacing Team         | 2         | 0    | 0         | 0     | HN   |
| 2015   | World Superbikes | Alstare Suzuki               | 2         | 0    | 0         | 13    | 21.  |

## Teljes MotoGP-eredménylistája
| Év   | Géposztály | Csapat  | 1       | 2      | 3      | 4      | 5      | 6       | 7       | 8       | 9      | 10     | 11      | 12     | 13     | 14     | 15      | 16     | 17  | 18  | Poz. | Pont |
| ---- | ---------- | ------- | ------- | ------ | ------ | ------ | ------ | ------- | ------- | ------- | ------ | ------ | ------- | ------ | ------ | ------ | ------- | ------ | --- | --- | ---- | ---- |
| 2002 | 125 cc     | Gilera  | JPN Ret | RSA 15 | SPA 18 | FRA 17 | ITA 16 | CAT Ret | NED Ret | GBR Ret | GER 23 | CZE 25 | POR Ret | BRA 23 | PAC 13 | MAL 26 | AUS Ret | VAL 20 |     |     | 31.  | 4    |
| 2004 | MotoGP     | Aprilia | RSA 18  | SPA 10 | FRA 16 | ITA 15 | CAT 16 | NED Ret | BRA     | GER 15  | GBR 20 | CZE 17 | POR Ret | JPN    | QAT    | MAL    | AUS     | VAL    |     |     | 22.  | 8    |
| 2007 | MotoGP     | Honda   | QAT     | ESP    | TUR    | CHN    | FRA    | ITA     | CAT     | GBR     | NED    | GER 10 | USA     | CZE    | RSM    | POR    | JPN     | AUS    | MAL | VAL | 21.  | 6    |
| 2009 | MotoGP     | Ducati  | QAT     | JPN    | SPA    | FRA    | ITA    | CAT     | NED     | USA     | GER    | GBR    | CZE Ret | IND    | SMR    | POR    | AUS     | MAL    | VAL |     | 20.  | 0    |
| 2014 | MotoGP     | ART     | QAT     | AME    | ARG    | SPA    | FRA    | ITA Ret | CAT 20  | NED     | GER    | IND    | CZE     | GBR    | RSM    | ARA    | JPN     | AUS    | MAL | VAL | HN   | 0    |

## Teljes Supersport-eredménylistája
(Táblázat értelmezése)

(Félkövér: pole-pozícióból indult; dőlt: leggyorsabb kört futott) 

| Év   | Csapat | 1     | 2       | 3     | 4     | 5       | 6       | 7     | 8     | 9     | 10      | 11    | 12    | Poz. | Pont |
| ---- | ------ | ----- | ------- | ----- | ----- | ------- | ------- | ----- | ----- | ----- | ------- | ----- | ----- | ---- | ---- |
| 2004 | Honda  | SPA   | AUS     | SMR   | ITA   | GER     | GBR     | GBR   | NED   | ITA 7 | FRA Ret |       |       | 27.  | 9    |
| 2005 | Honda  | QAT 3 | AUS Ret | SPA 4 | ITA 4 | EUR Ret | SMR Ret | CZE 2 | GBR 2 | NED 3 | GER 5   | ITA 4 | FRA 3 | 5th  | 138  |

## Teljes Superbike-eredménylistája
(Táblázat értelmezése)

(Félkövér: pole-pozícióból indult; dőlt: leggyorsabb kört futott) 

| Év   | Motor    | 1       | 1       | 2       | 2       | 3       | 3       | 4       | 4       | 5       | 5       | 6       | 6      | 7       | 7     | 8       | 8       | 9       | 9      | 10      | 10      | 11      | 11      | 12      | 12      | 13      | 13      | 14      | 14      | Poz. | Pont  |
| Év   | Motor    | V1      | V2      | V1      | V2      | V1      | V2      | V1      | V2      | V1      | V2      | V1      | V2     | V1      | V2    | V1      | V2      | V1      | V2     | V1      | V2      | V1      | V2      | V1      | V2      | V1      | V2      | V1      | V2      | Poz. | Pont  |
| ---- | -------- | ------- | ------- | ------- | ------- | ------- | ------- | ------- | ------- | ------- | ------- | ------- | ------ | ------- | ----- | ------- | ------- | ------- | ------ | ------- | ------- | ------- | ------- | ------- | ------- | ------- | ------- | ------- | ------- | ---- | ----- |
| 2006 | Honda    | QAT 5   | QAT 8   | AUS 15  | AUS 11  | SPA 13  | SPA 10  | ITA Ret | ITA 14  | EUR Ret | EUR 15  | SMR Ret | SMR 6  | CZE 3   | CZE 2 | GBR Ret | GBR 12  | NED 3   | NED 10 | GER Ret | GER 8   | ITA Ret | ITA Ret | FRA 11  | FRA 13  |         |         |         |         | 11.  | 125   |
| 2007 | Honda    | QAT Ret | QAT 12  | AUS Ret | AUS 9   | EUR 13  | EUR 12  | SPA 7   | SPA 11  | NED 12  | NED 6   | ITA 8   | ITA 11 | GBR Ret | GBR C | SMR Ret | SMR Ret | CZE 6   | CZE 3  | GBR 5   | GBR 4   | GER Ret | GER 13  | ITA 5   | ITA Ret | FRA 14  | FRA 9   |         |         | 11.  | 132   |
| 2008 | Ducati   | QAT 9   | QAT 5   | AUS 3   | AUS 19  | SPA Ret | SPA 13  | NED Ret | NED Ret | ITA 9   | ITA 5   | USA 3   | USA 3  | GER 7   | GER 6 | SMR Ret | SMR 11  | CZE 3   | CZE 2  | GBR 12  | GBR 6   | EUR Ret | EUR 5   | ITA 7   | ITA 2   | FRA Ret | FRA 14  | POR Ret | POR 2   | 8.   | 223   |
| 2009 | Ducati   | AUS 4   | AUS 5   | QAT Ret | QAT Ret | SPA 2   | SPA 3   | NED 9   | NED 4   | ITA 1   | ITA 2   | RSA 2   | RSA 2  | USA 3   | USA 2 | SMR 3   | SMR 2   | GBR 12  | GBR 3  | CZE Ret | CZE 3   | GER 7   | GER 9   | ITA 3   | ITA 1   | FRA 4   | FRA 13  | POR 5   | POR 1   | 3.   | 382   |
| 2010 | Ducati   | AUS 2   | AUS 3   | POR 11  | POR 11  | SPA Ret | SPA Ret | NED 13  | NED 12  | ITA 7   | ITA Ret | RSA 1   | RSA 8  | USA Ret | USA 9 | SMR 4   | SMR 3   | CZE Ret | CZE 3  | GBR 4   | GBR Ret | GER Ret | GER 19  | ITA 7   | ITA Ret | FRA 6   | FRA 3   |         |         | 8.   | 195   |
| 2011 | Suzuki   | AUS 6   | AUS 8   | EUR Ret | EUR 7   | NED 5   | NED 7   | ITA 5   | ITA 3   | USA Ret | USA 5   | SMR Ret | SMR 6  | SPA Ret | SPA 4 | CZE 4   | CZE 4   | GBR Ret | GBR 9  | GER 16  | GER Ret | ITA Ret | ITA Ret | FRA 12  | FRA Ret | POR 11  | POR 14  |         |         | 12.  | 152   |
| 2012 | BMW      | AUS 6   | AUS Ret | ITA Ret | ITA Ret | NED 6   | NED 10  | ITA C   | ITA Ret | EUR 10  | EUR 13  | USA 9   | USA 12 | SMR 14  | SMR 6 | SPA 6   | SPA 11  | CZE 8   | CZE 10 | GBR 2   | GBR 13  | RUS 5   | RUS Ret | GER Ret | GER Ret | POR 10  | POR 8   | FRA 12  | FRA Ret | 11.  | 137,5 |
| 2013 | Aprilia  | AUS 3   | AUS 4   | SPA 8   | SPA 11  | NED 12  | NED 9   | ITA 6   | ITA 5   | GBR 10  | GBR 10  | POR 7   | POR 10 | ITA 5   | ITA 8 | RUS 5   | RUS C   | GBR 14  | GBR 11 | GER 6   | GER 8   |         |         |         |         |         |         |         |         | 7.   | 188   |
| 2013 | Honda    |         |         |         |         |         |         |         |         |         |         |         |        |         |       |         |         |         |        |         |         | TUR 10  | TUR 10  | USA 13  | USA 10  | FRA 7   | FRA Ret | SPA 17  | SPA 14  | 7.   | 188   |
| 2014 | Kawasaki | AUS WD  | AUS WD  | SPA Ret | SPA Ret | NED Ret | NED 14  | ITA Ret | ITA Ret | GBR     | GBR     | MAL     | MAL    | SMR     | SMR   | POR     | POR     | USA     | USA    | SPA     | SPA     | FRA     | FRA     | QAT     | QAT     |         |         |         |         | 32.  | 2     |
| 2015 | Ducati   | AUS     | AUS     | THA     | THA     | SPA     | SPA     | NED     | NED     | ITA 10  | ITA 9   | GBR     | GBR    | POR     | POR   | SMR     | SMR     | USA     | USA    | MAL     | MAL     | SPA     | SPA     | FRA     | FRA     | QAT     | QAT     |         |         | 21.* | 13*   |